# Thamnophilus bernardi
Thamnophilus bernardi là một loài chim trong họ Thamnophilidae.